# De Graff (Minnesota)
De Graff és una població dels Estats Units a l'estat de Minnesota. Segons el cens del 2000 tenia 133 habitants.

## Demografia
Segons el cens del 2000, De Graff tenia 133 habitants, 60 habitatges, i 31 famílies. La densitat de població era de 63,4 habitants per km².
Dels 60 habitatges en un 28,3% hi vivien nens de menys de 18 anys, en un 43,3% hi vivien parelles casades, en un 5% dones solteres, i en un 46,7% no eren unitats familiars. En el 43,3% dels habitatges hi vivien persones soles el 21,7% de les quals corresponia a persones de 65 anys o més que vivien soles. El nombre mitjà de persones vivint en cada habitatge era de 2,22 i el nombre mitjà de persones que vivien en cada família era de 3,13.
Per edats la població es repartia de la següent manera: un 29,3% tenia menys de 18 anys, un 5,3% entre 18 i 24, un 30,1% entre 25 i 44, un 21,1% de 45 a 60 i un 14,3% 65 anys o més.
L'edat mediana era de 36 anys. Per cada 100 dones de 18 o més anys hi havia 108,9 homes.
La renda mediana per habitatge era de 38.000 $ i la renda mediana per família de 40.625 $. Els homes tenien una renda mediana de 29.286 $ mentre que les dones 22.813 $. La renda per capita de la població era de 14.987 $. Entorn del 9,8% de les famílies i el 9,7% de la població estaven per davall del llindar de pobresa.

## Poblacions més properes
El següent diagrama mostra les poblacions més properes.